# ریمس-نوتره-دام
ریمس-نوتره-دام (به ایتالیایی: Rhêmes-Notre-Dame) یک کومونه در ایتالیا است که در واله دائوستا واقع شده‌است. ریمس-نوتره-دام ۸۶ کیلومتر مربع مساحت و ۱۲۸ نفر جمعیت دارد و ۱٬۷۲۵ متر بالاتر از سطح دریا واقع شده‌است.

## خواهرخوانده
شهر سولارولو خواهرخواندهٔ ریمس-نوتره-دام هست.